# Euxoa cespitis
Euxoa cespitis är en fjärilsart som beskrevs av Swinhoe 1885. Euxoa cespitis ingår i släktet Euxoa och familjen nattflyn. Inga underarter finns listade i Catalogue of Life.